# Consulenza genetica
La consulenza genetica è un processo educativo a breve termine, con il compito di informare i cittadini e le famiglie che hanno una malattia genetica, o un forte rischio in merito. La consulenza genetica fornisce informazioni sulla loro malattia, aiutando i pazienti a prendere decisioni relative alla gestione della stessa, ed agli eventuali rischi riproduttivi legati alla trasmissione della stessa alla prole.
Secondo l'American Society of Human Genetics, i suoi obiettivi sono:
1. Informare sulla diagnosi, la prognosi e il trattamento della malattia genetica.
2. La comprensione del meccanismo di ereditarietà o il rischio di altri membri della famiglia.
3. Aumentare le alternative riproduttive al rischio della recidività.
4. Promuovere la scelta individuale di opzioni accettabili, a seconda della percezione personale del rischio, obiettivi e valori.
5. Facilitare l'adattamento per la presenza della malattia e il rischio di recidività.

È quindi un processo complesso, che coinvolge componenti clinici, psicologici, educativi ed etici.
La comunicazione del rischio è un processo educativo in cui il consulente genetico tenta di spiegare come una malattia genetica ereditaria possa essere trasmessa ai figli.